# Хесба Стреттон
Хесба Стреттон (англ. Hesba Stretton; 27 июля 1832, Веллингтон — 8 октября 1911, Хэм, Суррей), настоящее имя Сара Смит (англ. Sarah Smith) — христианская писательница викторианской Англии.
Её книги для детей «Джессика», «Фернова лощина», «Дети из Кловерли» и другие пользовались большим успехом. Ещё при жизни автора было продано более 2 миллионов книг, переведенных на 15 иностранных языков. Умело используя возможности жанра евангельской художественной прозы, Хесба Стреттон обращала внимание читателей на социальные и моральные проблемы английского общества современной ей эпохи.

## Интерес к России
Заинтересовавшись Россией под влиянием Степняка-Кравчинского, писательница захотела написать книгу о русских сектантах-штундистах.
По её просьбе Степняк-Кравчинский начал собирать для неё материал о сектантах.
Однако же, — рассказывает жена Степняка, — когда он засел за работу, то скоро почувствовал, что не в состоянии ограничиться сухим изложением фактов и исторических материалов. Как-то сам собой «материал» вылился у него в форму стройного рассказа…
Текст романа под названем «Штундист Павел Руденко» — Степняк передал Хесбе Стреттон.
Она переписала его и выпустила в 1895 году под названием «Великий путь скорби» (англ. «Highway of Sorrow at the close of the 19-th Centure»). Несмотря на столь тесное соавторство, по просьбе Степняка его имя не было упомянуто, и на обложке вместо него были указаны шесть звёздочек.